# Вјекослав Крамер
Вјекослав Крамер (Травник, 2. август 1976) босанскохерцеговачки је гастроном, кувар и ТВ водитељ.

## Биографија
Вјекослав Крамер је рођен у Травнику, али се преселио у Осијек где је завршио основну и средњу школу. Затим се преселио у Загреб, где је похађао Вишу угоститељску школу, положио испит и добио магистарски степен мајстора кухиње.
Своја прва искуства веже уз Нову ТВ и емисију „Тражимо хрватског Голог кухара” где је победио поред 800 кандидата. Водио је емисије Босански лонац, Лонци и поклопци, путописно-кулинарски серијал Домаће је домаћеи такмичарски кулинарски шоу-програм Моја драга је шеф (Moja draga je Chef), у којима осим водитељске улоге има и уредничко-продуцентску улогу на ОБН телевизији.
На каналу Kitchen TV у Србији је радио емисију „Лепи Брка и Вјеко”, заједно са колегом Ненадом Гладићем. У септембру 2020. прелази на О канал, где води емисију Шта ћу ручку?.

## Приватни живот
Крамер је 2012. за један интервју изјавио да је хомосексуалац.